# Ophiocypris
Ophiocypris is een geslacht van slangsterren uit de familie Ophiolepididae.

## Soorten
- Ophiocypris megaloplax (Mortensen, 1936)
- Ophiocypris tuberculosus Koehler, 1930